# Lobocleta tenellata
Lobocleta tenellata là một loài bướm đêm trong họ Geometridae.